# Bombardier HHP-8
Bombardier HHP-8 – lokomotywa elektryczna produkowana przez konsorcjum firm Bombardier i Alstom. Elektrowozy tego typu są używane przez amerykańskie linie Amtrak (o numerach 650-664) i MARC (4910-4915).
Lokomotywy HHP-8 zostały zakupione przez Amtrak jako uzupełnienie lokomotyw AEM-7 i miały zastąpić lokomotywy GE E60 w obsłudze cięższych składów pasażerskich. Lokomotywy w barwach MARC obsługują składy pasażerskie kursujące pomiędzy Perryville, a Waszyngtonem (Penn Line).
W związku z tym, że trakcja na trasach, po których kursują składy obsługiwane przez HHP-8 jest zasilana prądem o różnym napięciu lokomotywy tego typu są przystosowane do odbioru prądu zmiennego o napięciu 11 kV AC (25 Hz), 11-13,5 kV (60 Hz) i 25 kV AC (60 Hz).